# Mark Weisbrot

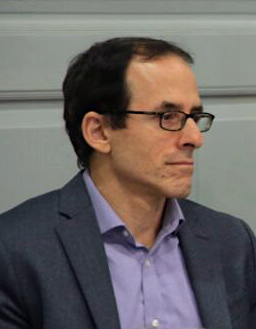
Mark Weisbrot (2017)

Mark Weisbrot (* 1954 in Chicago) ist ein amerikanischer Volkswirt und Publizist. Mit Dean Baker betreibt er das Center for Economic and Policy Research (CEPR), eine linksliberale Denkfabrik in Washington, D.C. Als Kommentator trägt er unter anderem zur New York Times, The Guardian und Folha de S. Paulo bei. 
Weisbrot hat an der University of Michigan promoviert (Ph.D.). Er gilt als ein wesentlicher Architekt der Bank des Südens, die auf Initiative Venezuelas Argentinien, Brasilien, Paraguay, Uruguay, Ecuador, Bolivien und Venezuela gründeten. Zur Ausgestaltung der Bank wurde er von der venezolanischen Regierung verschiedentlich als Berater kontaktiert. Weisbrots Arbeiten über Lateinamerika wurden in den USA und darüber hinaus beachtet. Als Sachverständiger wurde er vom US-Kongressausschuss unter anderem für eine Beurteilung der Argentinien-Krise eingeladen.
Für den Dokumentarfilm South of the Border von Oliver Stone schrieb Weisbrot zusammen mit Tariq Ali das Drehbuch. 2010 war er einer der Ersteller einer Studie zur damaligen Wirtschaftskrise in Lettland.
Weisbrot ist zudem Präsident der Initiative Just Foreign Policy, die sich für Veränderungen in der Außenpolitik der Vereinigten Staaten einsetzt.

## Veröffentlichungen
- (mit Dean Baker) Social Security: The Phony Crisis. University of Chicago Press, 1999.